# ヒガンテス・デ・カロリーナ
ヒガンテス・デ・カロリーナ（Gigantes de Carolina）はプエルトリコのリーガ・デ・ベイスボル・プロフェシオナル・ロベルト・クレメンテに所属するプロ野球チーム。

## 歴史
2000年に設立。
チーム名の「ヒガンテス」は巨人を意味する。ニューヨーク・ヤンキースのGM特別補佐を務めていたホスエ・エスパーダが監督、NPBでのプレー歴のあるペドロ・バルデスがコーチを務めていた。
NPB球団がオフシーズンに選手を派遣しており、2011年には福岡ソフトバンクホークスの選手4人（笠原大芽、坂田将人、塚田正義、釜元豪）、2013年に同じくソフトバンクが4人（福田秀平、東浜巨、飯田優也、星野大地）、2015年には読売ジャイアンツが3人（高木勇人、平良拳太郎、岡本和真）を派遣した。
2018年にはソフトバンクが3人(周東佑京、高橋純平、真砂勇介)、2019年には同じくソフトバンクが3人(田中正義、杉山一樹、三森大貴)を派遣した。